# Stankoprom
Stankoprom (russisch Станкопром) ist eine russische Holdinggesellschaft für mehrere Unternehmen des Werkzeugmaschinenbaus. 
Das Unternehmen gehört dem russischen Staatskonzern Rostec und entstand durch die Konsolidierung mehrerer Staatsunternehmen der Werkzeugmaschinenindustrie. Innerhalb des Rostec-Verbunds beaufsichtigt Stankoprom die zentralisierten Lieferungen von Werkzeugmaschinen an die Konzernunternehmen.
Zu den Produkten von Stankoprom zählen Fräs- und Drehmaschinen, Bearbeitungszentren, Schleifmaschinen und Bohrmaschinen. 